# Durch Adams Fall ist ganz verderbt

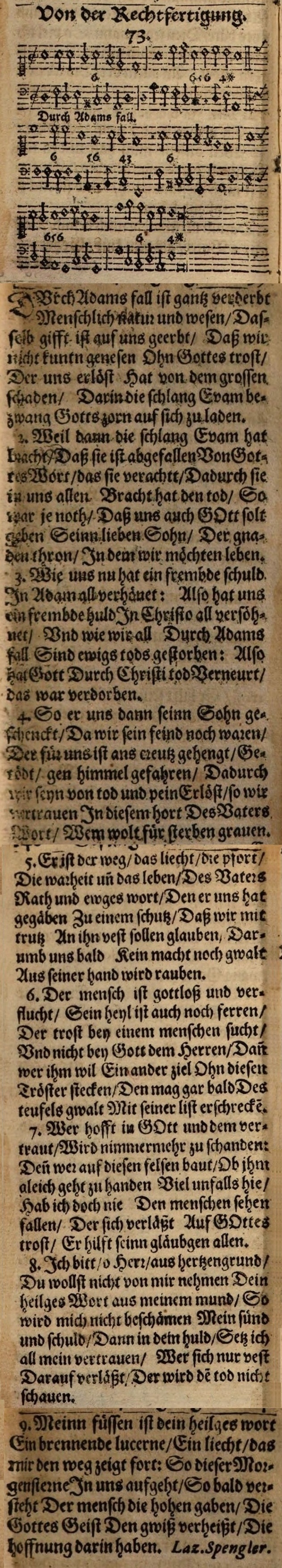
Durch Adams Fall ist ganz verderbt, Praxis Pietatis Melica 1653

Durch Adams Fall ist ganz verderbt ist ein geistliches Lied mit einem Text von Lazarus Spengler aus dem Jahr 1524. Die Melodie eines unbekannten Komponisten (vgl. Der grimmig Tod mit seinem Pfeil) ist seit 1529 mit dem Text verbunden.

## Entstehung
Spenglers Dichtung wurde angeregt vom reformatorischen Liedschaffen Martin Luthers. Ein konkreter Anlass oder Verwendungszweck ist nicht bekannt.

## Inhalt
Das neunstrophige Lied ist ein Lehrgedicht. Es stellt die lutherische Rechtfertigungslehre umfassend und einprägsam dar. Die meisten der achtzeiligen Strophen sind grammatisch ein einziger Satz. Biblischer Hintergrund sind in den Strophen 1–4 die Sündenfallerzählung der Genesis (Gen 3,1–24 ) und die paulinische Adam-Christus-Typologie (Röm 5,6–21 ; 1 Kor 15,21–22 ), in Strophe 5 außerdem die Ich-bin-Worte des Johannesevangeliums. Der Mensch, der sich in der Negativtradition seit Adam und Eva als sündig und todverfallen vorfindet (Erbsünde), wird durch seine Selbsterlösungsversuche erst recht „verflucht“ (Strophe 6). Die Rettung kommt ihm von außen, durch das stellvertretende Leiden und Sterben des Gottessohns Jesus Christus. Wer diese im verkündigten Wort Gottes zugesagte Rettung im Glauben ergreift, empfängt Trost und Heil (Strophe 7). In den Strophen 8 und 9 wird das Lehrgedicht zum Gebet; die letzte Strophe knüpft dabei an Psalm 119,105  an. Deren zweite Hälfte wird wieder lehrhaft, indem sie die Gaben des Heiligen Geistes preist, die dem Glaubenden verheißen sind.

## Rezeption
Spenglers Lied erschien bereits 1524 in Johann Walters Geistlichem Gesangbüchlein, das Martin Luther selbst autorisierte. Es fand, zum Thema der Erbsünde, Eingang in die Bekenntnisschriften der Evangelisch-Lutherischen Kirche (BSLK). Im Einflussbereich der lutherischen Orthodoxie gehörte es bis zur Mitte des 18. Jahrhunderts zum Kernbestand des Kirchengesangs. Die erfahrungsbetonten Strömungen des Pietismus und der Aufklärung nahmen jedoch Anstoß an der axiomatischen Erbsündenlehre der Anfangsstrophen. Albert Schweitzer nannte Durch Adams Fall in seinem Kommentar zu Bachs Orgelbüchlein „das grausige Lied von der Ursünde“. Das erste überregionale Deutsche Evangelische Kirchen-Gesangbuch von 1854 enthielt es nicht, ebenso wenig das Deutsche Evangelische Gesangbuch von 1914. Dagegen wurde ins Evangelische Kirchengesangbuch (1950) eine siebenstrophige Version (ohne Spenglers Strophen 2 und 6) aufgenommen (Nr. 243). Die Redaktoren des Evangelischen Gesangbuchs (1993) schieden es wieder aus.
Bedeutende musikalische Bearbeitungen des Liedes sind u. a. Johann Sebastian Bachs Orgelbearbeitung aus dem Orgelbüchlein BWV 637, Dietrich Buxtehudes Orgelbearbeitung BuxWV 183 sowie Günter RaphaelsVariationen über den Basso continuo des Bach-Chorals „Durch Adams Fall ist ganz verderbt“ op. 27/2. Zwei Kantaten Georg Philipp Telemanns basieren auf dem Lied (TWV 1:395 und 1:396).

## Text
1. Durch Adams Fall ist ganz verderbt

menschlich Natur und Wesen,

dasselb Gift ist auf uns geerbt,

dass wir nicht konnt’n genesen

ohn’ Gottes Trost, der uns erlöst

hat von dem großen Schaden,

darein die Schlang Eva bezwang,

Gotts Zorn auf sich zu laden.

2. Weil denn die Schlang Eva hat bracht,

dass sie ist abgefallen

von Gottes Wort, das sie veracht,

dadurch sie in uns allen

bracht hat den Tod, so war je Not,

dass uns auch Gott sollt geben

sein lieben Sohn, der Gnaden Thron,

in dem wir möchten leben.

3. Wie uns nun hat ein fremde Schuld

in Adam all verhöhnet,

also hat uns ein fremde Huld

in Christo all versöhnet;

und wie wir all durch Adams Fall

sind ewigs Tods gestorben,

also hat Gott durch Christi Tod

verneurt, was war verdorben.

4. So er uns denn sein Sohn geschenkt,

da wir sein’ Feind’ noch waren,

der für uns ist ans Kreuz gehenkt,

getöt’, gen Himmel g’fahren,

dadurch wir sein von Tod und Pein

erlöst, so wir vertrauen

in diesen Hort, des Vaters Wort,

wem wollt vor Sterben grauen?

5. Er ist der Weg, das Licht, die Pfort,

die Wahrheit und das Leben,

des Vaters Rat und ewigs Wort,

den er uns hat gegeben

zu einem Schutz, dass wir mit Trutz

an ihn fest sollen glauben,

darum uns bald kein Macht noch G’walt

aus seiner Hand wird rauben.

6. Der Mensch ist gottlos und verflucht,

sein Heil ist auch noch ferne,

der Trost bei einem Menschen sucht

und nicht bei Gott dem Herren;

denn wer ihm will ein ander Ziel

ohn’ diesen Tröster stecken,

den mag gar bald des Teufels G’walt

mit seiner List erschrecken.

7. Wer hofft in Gott und dem vertraut,

wird nimmermehr zu Schanden;

denn wer auf diesen Felsen baut,

ob ihm gleich geht zuhanden

viel Unfalls hie, hab ich doch nie

den Menschen sehen fallen,

der sich verlässt auf Gottes Trost;

er hilft sein’ Gläub’gen allen.

8. Ich bitt, o Herr, aus Herzensgrund,

du wollst nicht von mir nehmen

dein heilges Wort aus meinem Mund,

so wird mich nicht beschämen

mein Sünd und Schuld, denn in dein Huld

setz ich all mein Vertrauen;

wer sich nur fest darauf verlässt,

der wird den Tod nicht schauen.

9. Mein’ Füßen ist dein heilges Wort

ein brennende Laterne,

ein Licht, das mir den Weg zeigt fort;

so dieser Morgensterne

in uns aufgeht, so bald versteht

der Mensch die hohen Gaben,

die Gottes Geist den’ g’wiss verheißt,

die Hoffnung darein haben.

## Übersetzungen
Eine dänische Übersetzung „Af Adams fald er plat forderffd all vor natur oc sinde…“ erschien im dänischen Gesangbuch von Ludwig Dietz 1531, im Gesangbuch von Hans Tausen, En Ny Psalmebog, von 1553, wurde auch in das Schwedische übersetzt 1543 und steht im dänischen Gesangbuch von Hans Thomissøn, Psalmebog, Kopenhagen 1569 (vergleiche Nils Schiørring, Det 16. og 17. århundredes verdslige danske visesang, Band 1, Kopenhagen 1950, S. 28). Noch um 1639 verwendete man diese Melodie auch für andere dänische Lieder.